# Aminatou Maïga Touré
Pour les articles homonymes, voir Maïga et Touré.
 (décembre 2012).
Aminatou Djibrilla Maiga Touré est une diplomate nigérienne. Elle est notamment ambassadeur du Niger aux États-Unis de 2006 à 2010 et ministre des Affaires étrangères de 2010 à 2015.